# 5794 Irmina
5794 Irmina eller 1976 SW3 är en asteroid i huvudbältet som upptäcktes den 24 september 1976 av den rysk-sovjetiske astronomen Nikolaj Tjernych vid Krims astrofysiska observatorium på Krim. Den har fått sitt namn efter den lovande sångerskan Irma Golodjajevskaja (1931–1956).
Asteroiden har en diameter på ungefär elva kilometer och den tillhör asteroidgruppen Hygiea.